# Bootle
Pour les articles homonymes, voir Bootle (homonymie).
Bootle, anciennement Bootle-cum-Linacre, est une ville du district métropolitain de Sefton dans le Merseyside, en Angleterre.